# Sportverein Eintracht Trier 05 1979-1980
Questa voce raccoglie le informazioni riguardanti lo Sportverein Eintracht Trier 05 nelle competizioni ufficiali della stagione 1979-1980.

## Stagione
Nella stagione 1979-1980 l'Eintracht Trier, allenato da Werner Kern, concluse il campionato di 2. Bundesliga al 15º posto. In Coppa di Germania l'Eintracht Trier fu eliminato al secondo turno dal TuS Langerwehe.

## Rosa
| N. |                     | Ruolo | Calciatore        |
| -- | ------------------- | ----- | ----------------- |
|    | Germania (bandiera) | P     | Alfred Wahlen     |
|    | Germania (bandiera) | D     | Werner Bohr       |
|    | Germania (bandiera) | D     | Reiner Brinsa     |
|    | Germania (bandiera) | D     | Gerd Fink         |
|    | Germania (bandiera) | D     | Robert Schuster   |
|    | Germania (bandiera) | D     | Michael Veit      |
|    | Germania (bandiera) | D     | Erwin Zimmer      |
|    | Serbia (bandiera)   | C     | Borivoje Đorđević |
|    | Germania (bandiera) | C     | Erwin Hermandung  |

| N. |                     | Ruolo | Calciatore          |
| -- | ------------------- | ----- | ------------------- |
|    | Germania (bandiera) | C     | Alfons Jochem       |
|    | Germania (bandiera) | C     | Klaus-Dieter Lüders |
|    | Germania (bandiera) | C     | Franz Michelberger  |
|    | Germania (bandiera) | C     | Georg Müllner       |
|    | Serbia (bandiera)   | C     | Mile Novković       |
|    | Germania (bandiera) | A     | Helmut Bergfelder   |
|    | Germania (bandiera) | A     | Lothar Leiendecker  |
|    | Germania (bandiera) | A     | Wolfgang Schlief    |

## Organigramma societario
Area tecnica
- Allenatore: Werner Kern
- Allenatore in seconda:
- Preparatore dei portieri:
- Preparatori atletici:

## Calciomercato

### Sessione estiva
| Acquisti | Acquisti           | Acquisti    | Acquisti |
| R.       | Nome               | da          | Modalità |
| -------- | ------------------ | ----------- | -------- |
| C        | Franz Michelberger | Stade Reims |          |

| Cessioni | Cessioni | Cessioni | Cessioni |
| R.       | Nome     | a        | Modalità |
| -------- | -------- | -------- | -------- |

### Sessione invernale
| Acquisti | Acquisti | Acquisti | Acquisti |
| R.       | Nome     | da       | Modalità |
| -------- | -------- | -------- | -------- |

| Cessioni | Cessioni       | Cessioni          | Cessioni |
| R.       | Nome           | a                 | Modalità |
| -------- | -------------- | ----------------- | -------- |
| P        | Werner Vollack | Kickers Stoccarda |          |

## Risultati

### 2. Bundesliga

#### Girone di andata
| Arbitro: | Kinzinger |

|                                      |           |                 |
| Kirschner 58’ Stempfle 68’ Bulut 87’ | Marcatori | 70’ Leiendecker |

| Arbitro: | Vielsack |

|                                 |           |             |
| Leiendecker 6’ Michelberger 53’ | Marcatori | 60’ Schwarz |

| Arbitro: | Aulenbacher |

|              |           |                            |
| Theobald 70’ | Marcatori | 28’, 46’, 49’ Michelberger |

| Arbitro: | Kühne |

|                              |           |                           |
| Leiendecker 23’ Novković 53’ | Marcatori | 46’ Ettmayer 77’ Wilhelmi |

| Arbitro: | Dahler |

|                        |           |  |
| Schüler 55’ Zitzer 82’ | Marcatori |  |

| 1º settembre 1979 6ª giornata |  | – Turno di riposo |  |  |

| Arbitro: | Tritschler |

|            |           |                 |
| Warken 89’ | Marcatori | 61’ Leiendecker |

| Arbitro: | Sahner |

|                  |           |                               |
| Michelberger 33’ | Marcatori | 12’ Walter 55’ Lange 90’ Löhr |

| Arbitro: | Gaus |

|                       |           |  |
| Nathmann 12’ Bihn 82’ | Marcatori |  |

| Arbitro: | Hellwig |

|                                           |           |  |
| Hermandung 4’ Lüders 25’, 40’ Müllner 31’ | Marcatori |  |

| Arbitro: | Schmidhuber |

|                 |           |                     |
| Leiendecker 34’ | Marcatori | 44’ (rig.) Weyerich |

| Arbitro: | Schmidhuber |

|                          |           |                |
| Nußbaumer 13’ Kohnle 83’ | Marcatori | 72’ Bergfelder |

| Arbitro: | Theobald |

|                                                     |           |  |
| Novković 83’ Hermandung 88’ (rig.) Michelberger 90’ | Marcatori |  |

| Arbitro: | Luca |

|             |           |  |
| Günther 87’ | Marcatori |  |

| Arbitro: | Föckler |

|                                                |           |  |
| Hermandung 19’ Leiendecker 28’, 85’ Lüders 54’ | Marcatori |  |

| Arbitro: | Ulm |

|                                                                |           |                            |
| Weißberger 21’, 88’ Schenk 59’ Mamajewski 67’ Stöckle 83’, 85’ | Marcatori | 77’ Leiendecker 90’ Brinsa |

| Arbitro: | Röder |

|                 |           |  |
| Michelberger 2’ | Marcatori |  |

| Arbitro: | Aulenbacher |

|                              |           |  |
| Neumann 29’ Westenberger 32’ | Marcatori |  |

| Arbitro: | Aldinger |

|            |           |  |
| Müllner 2’ | Marcatori |  |

| Arbitro: | Huster |

|              |           |  |
| Sandhowe 80’ | Marcatori |  |

| Arbitro: | Treib |

|                             |           |          |
| Hein 6’ Bührer 9’ Pradt 71’ | Marcatori | 21’ Fink |

#### Girone di ritorno
| Arbitro: | Kühne |

|                                                       |           |           |
| Novković 51’ Bergfelder 69’ Hermandung 70’ Lüders 76’ | Marcatori | 18’ Bulut |

| Arbitro: | Langhans |

|          |           |  |
| Heck 30’ | Marcatori |  |

| Arbitro: | Dahler |

|                                            |           |  |
| Lüders 27’ Michelberger 64’ Hermandung 76’ | Marcatori |  |

| Arbitro: | Röder |

|                             |           |             |
| Seubert 68’ (rig.) Fanz 88’ | Marcatori | 61’ Müllner |

| Treviri 23 febbraio 1980 26ª giornata | Eintracht Treviri | 0 – 0 referto | Friburgo | Moselstadion (4 000 spett.)\| Arbitro: \| Regneri \| |
| Arbitro:                              | Regneri           |               |          |                                                      |

| 1º marzo 1980 27ª giornata |  | – Turno di riposo |  |  |

| Arbitro: | Clajus |

|  |           |                       |
|  | Marcatori | 56’ Wagner 65’ Klinge |

| Arbitro: | Dölfel |

|                                        |           |                          |
| Brinsa 7’ (aut.) Walter 39’ Ludwig 73’ | Marcatori | 22’ Đorđević 25’ Müllner |

| Arbitro: | Pickard |

|                                            |           |             |
| Brinsa 23’ Michelberger 59’ Bergfelder 82’ | Marcatori | 34’ Mattern |

| Arbitro: | Wohlfarth |

|               |           |                  |
| Milardovic 1’ | Marcatori | 43’ Michelberger |

| Arbitro: | Walz |

|                                                 |           |             |
| Hintermaier 8’ Weyerich 70’ (rig.) Szymanek 85’ | Marcatori | 63’ Müllner |

| Arbitro: | Treib |

|                               |           |  |
| Novković 32’ Michelberger 73’ | Marcatori |  |

| Treviri 12 aprile 1980 34ª giornata | Eintracht Treviri | 0 – 0 referto | Ulma | Moselstadion (4 800 spett.)\| Arbitro: \| Engel \| |
| Arbitro:                            | Engel             |               |      |                                                    |

| Arbitro: | Langhans |

|  |           |                  |
|  | Marcatori | 12’ Michelberger |

| Arbitro: | Quindeau |

|                                       |           |                                 |
| Müllner 15’ Hermandung 43’ Brinsa 73’ | Marcatori | 2’, 61’ Krauth 53’, 64’ Günther |

| Arbitro: | Föckler |

|                    |           |                                             |
| Ruhs 8’ Höcher 63’ | Marcatori | 21’ (rig.) Hermandung 72’ (aut.) Zieglmeier |

| Arbitro: | Luca |

|                                  |           |                     |
| Hermandung 26’ (rig.) Zimmer 56’ | Marcatori | 82’ (rig.) Krostina |

| Arbitro: | Brückner |

|                                   |           |                 |
| Größler 3’ (rig.), 5’ Schmitz 11’ | Marcatori | 85’ Leiendecker |

| Arbitro: | Nickel |

|  |           |            |
|  | Marcatori | 83’ Collet |

| Arbitro: | Engel |

|            |           |                  |
| Krause 88’ | Marcatori | 21’ Michelberger |

| Arbitro: | Hellwig |

|                                                              |           |  |
| Brinsa 18’ Schlief 31’ Leiendecker 47’ Michelberger 57’, 87’ | Marcatori |  |

### Coppa di Germania
| Arbitro: | Kuhn |

|                                                |           |                        |
| Leiendecker 2’, 16’ Müllner 37’ Bergfelder 59’ | Marcatori | 56’ Heinze 77’ Lindner |

| Arbitro: | Regneri |

|  |           |                     |
|  | Marcatori | 72’ Mainz 73’ Otten |

## Statistiche

### Statistiche di squadra
| Competizione      | Punti | In casa | In casa | In casa | In casa | In casa | In casa | In trasferta | In trasferta | In trasferta | In trasferta | In trasferta | In trasferta | Totale | Totale | Totale | Totale | Totale | Totale | DR |
| Competizione      | Punti | G       | V       | N       | P       | Gf      | Gs      | G            | V            | N            | P            | Gf           | Gs           | G      | V      | N      | P      | Gf     | Gs     | DR |
| ----------------- | ----- | ------- | ------- | ------- | ------- | ------- | ------- | ------------ | ------------ | ------------ | ------------ | ------------ | ------------ | ------ | ------ | ------ | ------ | ------ | ------ | -- |
| 2. Bundesliga     | 36    | 20      | 12      | 4       | 4       | 41      | 17      | 20           | 2            | 4            | 14           | 19           | 40           | 40     | 14     | 8      | 18     | 60     | 57     | +3 |
| Coppa di Germania | -     | 2       | 1       | 0       | 1       | 4       | 4       | 0            | 0            | 0            | 0            | 0            | 0            | 2      | 1      | 0      | 1      | 4      | 4      | 0  |
| Totale            | 36    | 22      | 13      | 4       | 5       | 45      | 21      | 20           | 2            | 4            | 14           | 19           | 40           | 42     | 15     | 8      | 19     | 64     | 61     | +3 |

### Andamento in campionato
| Giornata  | 1  | 2  | 3 | 4 | 5  | 6  | 7  | 8  | 9  | 10 | 11 | 12 | 13 | 14 | 15 | 16 | 17 | 18 | 19 | 20 | 21 | 22 | 23 | 24 | 25 | 26 | 27 | 28 | 29 | 30 | 31 | 32 | 33 | 34 | 35 | 36 | 37 | 38 | 39 | 40 | 41 | 42 |
| --------- | -- | -- | - | - | -- | -- | -- | -- | -- | -- | -- | -- | -- | -- | -- | -- | -- | -- | -- | -- | -- | -- | -- | -- | -- | -- | -- | -- | -- | -- | -- | -- | -- | -- | -- | -- | -- | -- | -- | -- | -- | -- |
| Luogo     | T  | C  | T | C | T  |    | T  | C  | T  | C  | C  | T  | C  | T  | C  | T  | C  | T  | C  | T  | T  | C  | T  | C  | T  | C  |    | C  | T  | C  | T  | T  | C  | C  | T  | C  | T  | C  | T  | C  | T  | C  |
| Risultato | P  | V  | V | N | P  |    | N  | P  | P  | V  | N  | P  | V  | P  | V  | P  | V  | P  | V  | P  | P  | V  | P  | V  | P  | N  |    | P  | P  | V  | N  | P  | V  | N  | V  | P  | N  | V  | P  | P  | N  | V  |
| Posizione | 15 | 15 | 7 | 6 | 13 | 15 | 16 | 16 | 16 | 15 | 14 | 16 | 14 | 15 | 13 | 14 | 12 | 14 | 12 | 12 | 13 | 12 | 13 | 11 | 12 | 13 | 14 | 16 | 18 | 16 | 15 | 16 | 13 | 14 | 12 | 12 | 13 | 12 | 14 | 17 | 16 | 15 |

Legenda:

Luogo: C = Casa; T = Trasferta. Risultato: V = Vittoria; N = Pareggio; P = Sconfitta.

### Statistiche dei giocatori
| Giocatore       | 2. Bundesliga | 2. Bundesliga | 2. Bundesliga | 2. Bundesliga | Coppa di Germania | Coppa di Germania | Coppa di Germania | Coppa di Germania | Totale   | Totale | Totale      | Totale     |
| Giocatore       | Presenze      | Reti          | Ammonizioni   | Espulsioni    | Presenze          | Reti              | Ammonizioni       | Espulsioni        | Presenze | Reti   | Ammonizioni | Espulsioni |
| --------------- | ------------- | ------------- | ------------- | ------------- | ----------------- | ----------------- | ----------------- | ----------------- | -------- | ------ | ----------- | ---------- |
| H. Bergfelder   | 36            | 3             | 2             | 0             | 2                 | 1                 | 0                 | 0                 | 38       | 4      | 2           | 0          |
| W. Bohr         | 1             | 0             | 0             | 0             | 0                 | 0                 | 0                 | 0                 | 1        | 0      | 0           | 0          |
| R. Brinsa       | 38            | 4             | 6             | 0             | 1                 | 0                 | 0                 | 0                 | 39       | 4      | 6           | 0          |
| G. Fink         | 38            | 1             | 6             | 0             | 2                 | 0                 | 0                 | 0                 | 40       | 1      | 6           | 0          |
| E. Hermandung   | 39            | 8             | 5             | 0             | 2                 | 0                 | 0                 | 0                 | 41       | 8      | 5           | 0          |
| H. Histing      | 8             | 0             | 0             | 0             | 0                 | 0                 | 0                 | 0                 | 8        | 0      | 0           | 0          |
| A. Jochem       | 5             | 0             | 0             | 0             | 0                 | 0                 | 0                 | 0                 | 5        | 0      | 0           | 0          |
| L. Leiendecker  | 20            | 10            | 2             | 0             | 2                 | 2                 | 0                 | 0                 | 22       | 12     | 2           | 0          |
| K. Lüders       | 38            | 5             | 8             | 0             | 2                 | 0                 | 0                 | 0                 | 40       | 5      | 8           | 0          |
| F. Michelberger | 38            | 15            | 8             | 0             | 2                 | 0                 | 0                 | 0                 | 40       | 15     | 8           | 0          |
| G. Müllner      | 33            | 6             | 1             | 0             | 2                 | 1                 | 0                 | 0                 | 35       | 7      | 1           | 0          |
| M. Novković     | 37            | 4             | 6             | 0             | 1                 | 0                 | 0                 | 0                 | 38       | 4      | 6           | 0          |
| W. Schlief      | 32            | 1             | 2             | 0             | 2                 | 0                 | 0                 | 0                 | 34       | 1      | 2           | 0          |
| R. Schuster     | 3             | 0             | 0             | 0             | 2                 | 0                 | 0                 | 0                 | 5        | 0      | 0           | 0          |
| M. Veit         | 33            | 0             | 4             | 0             | 2                 | 0                 | 0                 | 0                 | 35       | 0      | 4           | 0          |
| W. Vollack      | 12            | 0             | 1             | 0             | 2                 | 0                 | 0                 | 0                 | 14       | 0      | 1           | 0          |
| A. Wahlen       | 28            | 0             | 0             | 0             | 0                 | 0                 | 0                 | 0                 | 28       | 0      | 0           | 0          |
| E. Zimmer       | 34            | 1             | 0             | 0             | 2                 | 0                 | 0                 | 0                 | 36       | 1      | 0           | 0          |
| B. Đorđević     | 19            | 1             | 2             | 0             | 0                 | 0                 | 0                 | 0                 | 19       | 1      | 2           | 0          |